# Вулиця Олеся Гончара (Харків)
Вулиця Оле́ся Гончара́ — вулиця міста Харкова, розташована в Київському адміністративному районі. Починається від Сумської вулиці і йде на південний схід до вулиці Алчевських. Перетинається з Мироносицькою і Чернишевською вулицями.

## Історія і назва

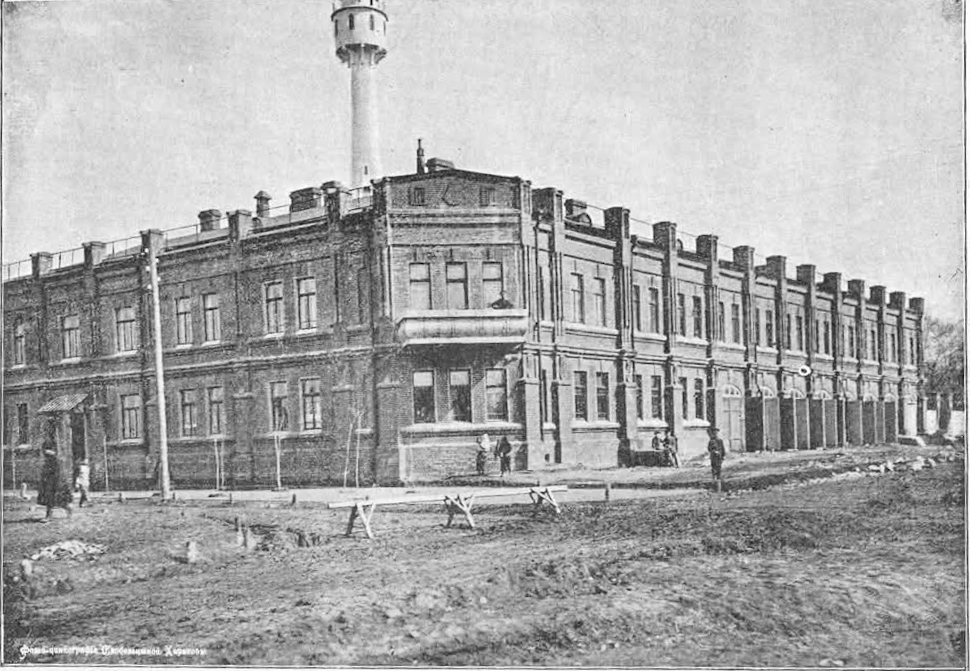
Шевченківська пожежна частина з каланчею. Ліворуч — вулиця Чернишевська.

Вулиця з'явилась на мапі Харкова в 1910 році й отримала ім'я українського поета Тараса Шевченка. В 1912 році на вулиці була зведена будівля для офтальмологічної лікарні, заснованої Л. Л. Гіршманом, яка до того тимчасово розміщувалась на Великій Москалівській вулиці. У 1913—1914 роках на вулиці була зведена Шевченківська пожежна частина для обслуговування Нагірного району. З початком радянської окупації пожежна частина була знесена та частково реконструйована, а в 1936 році вулицю Шевченка перейменували у вулицю «Правди». 7 вересня 1942 року Харківська міська управа, підпорядкована німецькій окупаційній владі, перейменувала вулицю назад на честь Тараса Шевченка, однак після завершення окупації це перейменування було скасоване. 28 червня 1996 року вулиця отримала сучасну назву — на честь українського письменника Олеся Гончара.

## Будинки

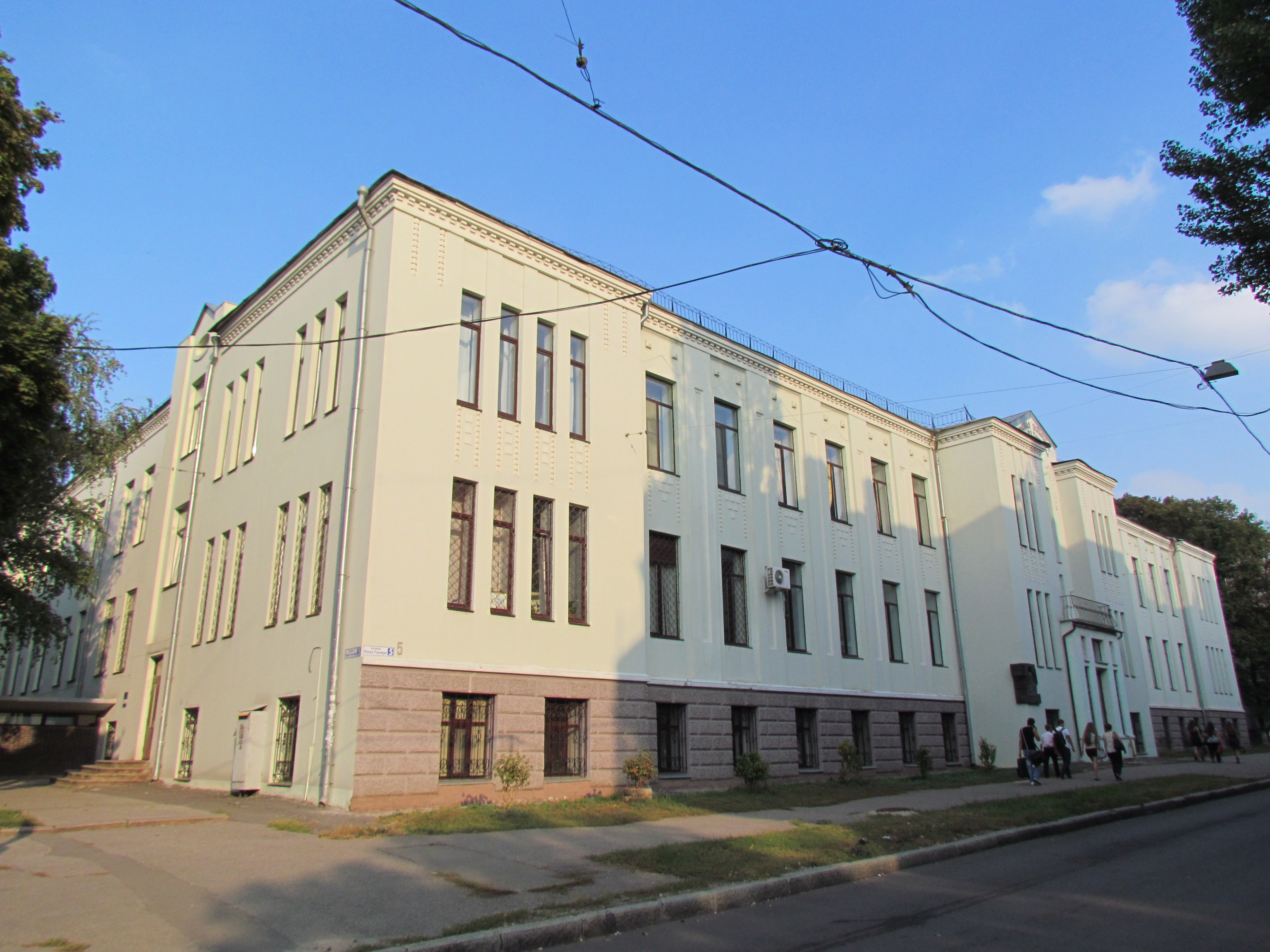
Харківська міська офтальмологічна клінічна лікарня імені Л. Л. Гіршмана

- Буд. № 5 — пам'ятка архітектури та містобудування місцевого значення № 7273-Ха[3], очна лікарня, побудована в 1912 році, архітектор Лев Корнелійович Тервен. Нині Харківська міська офтальмологічна клінічна лікарня імені Л. Л. Гіршмана. На території лікарні в 2009 році відкрито пам'ятник Леонарду Гіршману.
- Між вулицями Чернишевською й Алчевських на вулицю Олеся Гончара виходить будівля Національного університету цивільного захисту України.